# Flávia Saraiva
Flávia Lopes Saraiva (Rio de Janeiro, 30 de setembre de 1999) és una gimnasta artística brasilera. Va representar el Brasil als Jocs Olímpics de la Joventut d'estiu de 2014 a Nanjing, als Jocs Olímpics d'estiu de 2016 a Rio, als Jocs Olímpics d'estiu de 2020 a Tòquio i als Jocs Olímpics d'estiu de 2024 a París. Va formar part dels equips que van guanyar l'or als Jocs Sud-americans de 2018, la plata al Campionat del Món de gimnàstica artística de 2023 i el bronze als Jocs Olímpics de 2018 i als Jocs Panamericans de 2015 i 2019. Individualment, és la campiona d'exercicis de terra olímpic juvenil d'estiu de 2014 i és multimedallista als Jocs Panamericans, Jocs Sud-americans i Campionats Panamericans.

## Carrera júnior

### 2013
La primera competició internacional de Saraiva va ser el Houston National Invitational, on va acabar 10è a la competició general. Al desembre, va competir a la Gymnasiade de 2013 al seu país i va guanyar medalles d'or en exercicis de terra, barra d'equilibri i plata amb el seu equip i va quedar sisena en barres asimètriques.

### 2014
Saraiva va començar la seva temporada 2014 competint al WOGA Classic a Plano, Texas. Va quedar primera a la barra d'equilibri, segona amb el seu equip i cinquena en l'exercici complet. Al març, va competir als Campionats Panamericans Júnior, una trobada de classificació per als Jocs Olímpics de la Joventut. Allà va tenir una trobada excel·lent, ja que va quedar primera en l'exercici complet i a terra, segona amb l'equip i tercera en barres asimètriques i barra. A l'agost, es va coronar campiona nacional júnior del Brasil i va afegir un bronze a la barra al seu medaller. Va substituir la seva companya d'equip lesionada Rebeca Andrade i va competir als Jocs Olímpics d'estiu de la joventut de 2014. Va tenir una gran competició allà, classificant-se per a la final de l'exercici complet i per a les finals de barra i terra. Va guanyar una medalla en totes les finals, guanyant plata a l'exercici complet i barra i l'or a terra.

## Carrera sènior

### 2015
Saraiva va fer el seu debut internacional sènior a la FIG World Challenge Cup a São Paulo. Va guanyar l'exercici de terra i va aconseguir la medalla de plata a la barra d'equilibri darrere de la xinesa Shang Chunsong.
Als Jocs Panamericans, va guanyar la medalla de bronze en el conjunt per darrere de la canadenca Ellie Black i l'estatunidenca Madison Desch. En la competició per equips, el Brasil es va emportar el bronze darrere dels Estats Units i el Canadà.

### 2016
Saraiva va representar el Brasil als Jocs Olímpics de Rio 2016. Va ajudar a l'equip a classificar-se 5è a la final per equips i es va classificar individualment en 19ena i en 3r lloc a les finals individuals d'exercici complet i de barra d'equilibri, respectivament. A la final per equips, Brasil va quedar 8ena. Tot i que inicialment s'havia classificat per a la final de l'exercici complet, va ser substituïda per Jade Barbosa perquè pogués centrar-se en la final de barra. A la final de la barra d'equilibri, Flavia va ser l'última a competir. Després d'haver tingut diverses grans oscil·lacions, va quedar 5a darrere de Marine Boyer de França (4a) i Simone Biles dels EUA (3a).
L'any 2017 Saraiva va competir al Trofeu Ciutat de Jesolo, on va ajudar Brasil a quedar segones darrere dels Estats Units. Individualment, va quedar cinquena en l'exercici complet, segona a la barra d'equilibri darrere de Riley McCusker dels Estats Units, i va ser cocampiona a l'exercici de terra al costat d'Abby Paulson dels Estats Units. Al maig va competir a la Koper Challenge Cup on va quedar tercera en barres asimètriques darrere de Larisa Iordache de Romania i Ellie Black de Canadà i va quedar quarta a la barra d'equilibri i vuitena a l'exercici de terra després de no poder acabar la seva rutina a causa d'una lesió patida durant la final de la barra d'equilibri. La setmana següent va competir a l'Osijek Challenge Cup on va guanyar la plata a l'exercici de terra darrere de la seva compatriota Thais Fidelis, el bronze a la barra d'equilibri darrere de Fidelis i Anastasia Ilyankova de Rússia, i es va col·locar quarta en barres asimètriques. A l'agost Saraiva va patir una lesió a la columna i va estar fora la resta de temporada.

### 2018
A l'abril, Saraiva va competir al Trofeu Ciutat de Jesolo, on va ajudar Brasil a guanyar la medalla de plata darrere de Rússia. Individualment, va quedar vuitena en l'exercici general i segona a terra darrere d'Emma Malabuyo dels Estats Units. El mes següent va competir als Jocs Sud-americans de 2018 on va ajudar Brasil a guanyar l'or a la final per equips. Individualment, va ocupar la segona posició de la prova general darrere de l'argentina Martina Dominici i va guanyar l'or en barres desiguals i barra d'equilibri. Al juny, Saraiva va quedar quart al Campionat del Brasil, acabant darrere de Daniele Hypólito, Jade Barbosa i Thais Fidelis. El mes següent va competir als campionats brasilers d'esdeveniments on es va situar primera en barra d'equilibri i segona en l'exercici de terra darrere de Fidelis.

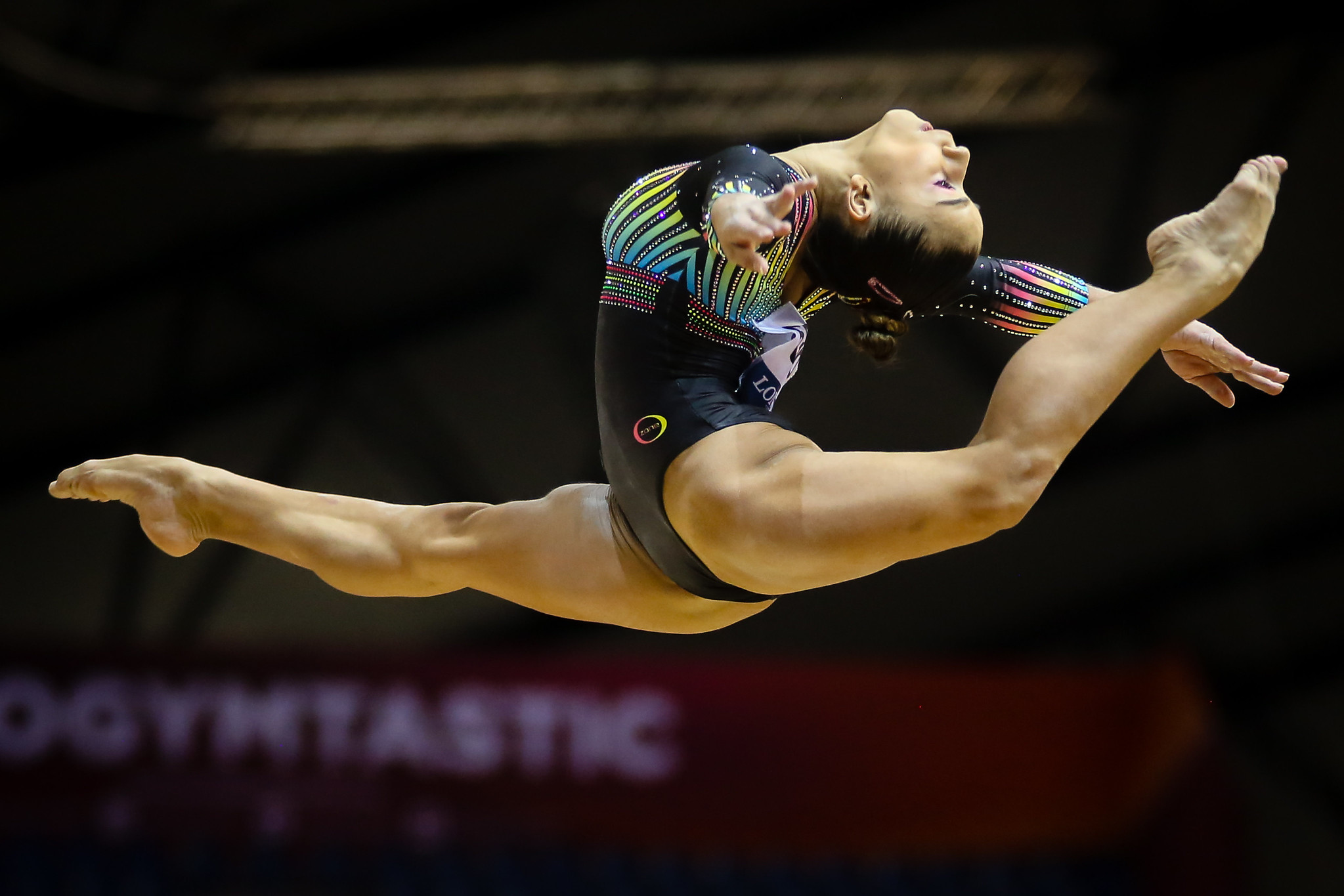
Saraiva competiont al Campionat del Món de 2018 a Doha.

A l'agost, va ser seleccionada per a l'equip per competir als Campionats Panamericans de 2018 al costat de Jade Barbosa, Rebeca Andrade, Thais Fidelis i Lorrane Oliveira. Va guanyar una plata amb l'equip brasiler i dues més a nivell individual en l'exercici de terra i barra. També va guanyar un bronze en el l'exercici complet. Més tard va ser seleccionada per a l'equip per competir al Campionat del Món de 2018 a Doha, Qatar. Allà es va classificar per a la final individual en 10è lloc i per a la final de terra en 5è. L'equip brasiler es va classificar per a la final per equips en 5è lloc. Després de diversos errors a les barres asimètriques, el Brasil va acabar en 7a posició. Després d'una caiguda a la barra d'equilibri a la final, va acabar en vuitena posició. Va quedar cinquena a l'exercici de terra després d'haver fet un passa fora dels límits.
Al novembre, Saraiva va competir a l'Arthur Gander Memorial a Chiasso, Suïssa, on va quedar segona en el conjunt de tres esdeveniments darrere de Barbosa. Uns dies més tard va competir a la Copa Suïssa a Zúric al costat d'Arthur Mariano on van quedar sisens a la classificació. Saraiva va acabar la temporada competint a la Copa del Món de Cottbus on va quedar primera en l'exercici de terra i segona en barra d'equilibri darrere de la seva companya d'equip Andrade.

### 2019
Saraiva va començar la temporada competint al DTB Team Challenge a Stuttgart, Alemanya, on el Brasil va guanyar la medalla d'or per davant del segon classificat, Rússia. Individualment, es va situar quarta en la classificació general darrere de la seva compatriota Rebeca Andrade, la russa Anguelina Mélnikova i Eythora Thorsdottir dels Països Baixos. Al juny va competir als campionats brasilers on va quedar segona en la prova general darrere de Thais Fidelis, segona en barres asimètriques darrere de Lorrane Oliveira i primera en barra d'equilibri.
Al juliol, Saraiva va ser nomenada a l'equip per competir als Jocs Panamericans al costat de Jade Barbosa, Thais Fidelis, Lorrane Oliveira i Carolyne Pedro. Juntes, l'equip va guanyar el bronze a la final per equips. Individualment, Saraiva va guanyar el bronze en l'exercici complet darrere d'Ellie Black del Canadà i Riley McCusker dels Estats Units i va guanyar el bronze a l'exercici de terra darrere de Brooklyn Moors del Canadà i Kara Eaker dels Estats Units. També va quedar cinquena a la barra d'equilibri després de caure de l'aparell.
A l'octubre, Saraiva va competir al Campionat del Món de 2019. Brasil va acabar en 14è lloc en classificacions per equips i no va passar a la final per equips ni als Jocs Olímpics de 2020. Saraiva, però, va acabar la classificació general en desè lloc i, per tant, va obtenir la classificació individual per als Jocs Olímpics de Tòquio 2020. També es va classificar per a les finals d'exercicis de barra d'equilibri i terra. Durant la final, va acabar en setena posició. Durant les finals d'aparells, va acabar sisena en barra d'equilibri i quarta en l'exercici de terra.

### 2020
Al juliol, Saraiva i molts altres aspirants olímpics brasilers van viatjar a Portugal, ja que no van poder reprendre l'entrenament a causa de la pandèmia de COVID-19 al Brasil que romania inestable i els gimnasos van quedar tancats.

### 2021
Als Jocs Olímpics de 2020, Saraiva es va lesionar el turmell en la seva darrera diagonal a terra durant les qualificacions i, com a conseqüència, només va actuar a terra i barra d'equilibri. Tanmateix, la gimnasta va poder classificar-se per a la final de la barra d'equilibri i, malgrat la lesió, la seva rutina la va portar a acabar 7a.

### 2022
Al juliol, Saraiva va ser nomenada per a l'equip dels Campionats Panamericans de 2022 al costat de Rebeca Andrade, Christal Bezerra, Lorrane Oliveira, Carolyne Pedro i Júlia Soares. Juntes, van guanyar l'or a la final per equips. Individualment, Saraiva va guanyar l'or a la final per davant de Lexi Zeiss i Skye Blakely, or a la barra d'equilibri i plata a l'exercici de terra. Al setembre Saraiva va competir a la Copa Mundial Challenge de París. Va acabar cinquena a l'exercici de terra.
Saraiva va competir al Mundial al costat d'Andrade, Pedro, Soares i Oliveira. Durant les classificacions, Saraiva va patir una lesió al turmell al salt, però tot i això va aconseguir classificar-se per a la final de l'exercici complet en el desè lloc i la final de l'exercici de terra en primer lloc. Durant la final per equips, Saraiva només va competir en barres asimètriques i va ajudar el Brasil a acabar quart com a equip. A causa de la lesió Saraiva es va retirar de totes les finals individuals.

### 2023
Al setembre, Saraiva va competir a la Copa del Món de París, on va guanyar la medalla de bronze a la final de la barra d'equilibri darrere de Marine Boyer i Kaylia Nemour. Després va competir al Mundial amb les seves companyes d'equip Rebeca Andrade, Jade Barbosa, Lorrane Oliveira i Júlia Soares. L'equip va aconseguir la medalla de plata darrere dels Estats Units, la primera medalla per equips pel Brasil en la història del Campionat del Món. Individualment, Saraiva va acabar quinzena a la final general i es va emportar la medalla de bronze a la final de terra darrere de Simone Biles i Andrade. Després del Campionat del Món, Saraiva va competir als Jocs Panamericans, on l'equip brasiler va tornar a guanyar la plata darrere dels Estats Units. A més, va guanyar medalles de plata individuals a les finals de l'exercici complet, barra d'equilibri i terra, així com un bronze a les barres asimètriques.

### 2024
Als Jocs Olímpics de 2024 a París, Saraiva va ajudar l'equip del Brasil a guanyar la medalla de Bronze en la final de l'exercici complet per equips, la primera de tots els temps a l'esdeveniment pel país.

## Història competitiva
| Any                           | Esdeveniment                 | Equip  | AA     | VT     | UB     | BB     | FX     |
| Junior                        | Junior                       | Junior | Junior | Junior | Junior | Junior | Junior |
| ----------------------------- | ---------------------------- | ------ | ------ | ------ | ------ | ------ | ------ |
| 2013                          | Campionat Sud-americà Júnior | 1      | 1      |        |        | 1      | 2      |
| 2014                          |                              |        |        |        |        |        |        |
| WOGA Classic                  |                              | 5      | 10     | 13     | 1      | 4      |        |
| Campionat Panamericà          | 2                            | 1      |        | 3      | 3      | 1      |        |
| Jocs Olímpics de la Joventut  |                              | 2      |        |        | 2      | 1      |        |
| Sènior                        |                              |        |        |        |        |        |        |
| 2015                          |                              |        |        |        |        |        |        |
| Jocs Panamericans             | 3                            | 3      |        |        |        |        |        |
| São Paulo World Challenge Cup |                              |        |        |        | 2      | 1      |        |
| FIT Challenge                 | 3                            | 1      |        |        |        |        |        |
| Länderkampf Kunstturnen       |                              | 1      |        |        | 1      | 2      |        |
| Campionat del Món             |                              | 24     |        |        |        |        |        |
| 2016                          | Copa del món de Baku         |        |        |        | 3      | 1      | 1      |
| 2016                          | Trofeu Ciutat de Jesolo      | 2      | 4      |        |        | 5      | 4      |
| 2016                          | Prova Olímpica               | 1      | 2      |        |        | 2      | 1      |
| 2016                          | Copa del món d'Anadia        |        |        |        |        | 1      | 1      |
| 2016                          | Jocs Olímpics                | 8      |        |        |        | 5      |        |
| 2017                          | Trofeu Ciutat de Jesolo      | 2      | 5      |        |        | 2      | 1      |
| 2017                          | Copa del món de Koper        |        |        |        | 3      |        |        |
| 2017                          | Copa del món d'Osijek        |        |        |        | 5      | 3      | 2      |
| 2018                          | Trofeu Ciutat de Jesolo      | 2      | 8      |        |        |        | 2      |
| 2018                          | Jocs Sud-americans           | 1      | 2      |        | 1      | 1      |        |
| 2018                          | Campionat nacional brasiler  |        | 4      |        |        | 2      | 1      |
| 2018                          | Campionat brasiler           |        |        |        |        | 1      | 2      |
| 2018                          | Campionat Panamericà         | 2      | 3      |        |        | 2      | 2      |
| 2018                          | Campionat del món            | 7      | 8      |        |        |        | 5      |
| 2018                          | Memorial Arthur Gander       |        | 2      |        |        |        |        |
| 2018                          | Copa Suïssa                  | 6      |        |        |        |        |        |
| 2018                          | Copa del món de Cottbus      |        |        |        |        | 2      | 1      |
| 2019                          | EnBW DTB-Pokal Team Cup      | 1      | 4      |        |        |        |        |
| 2019                          | Campionat brasiler           |        | 2      |        | 2      | 1      |        |
| 2019                          | Jocs Panamericans            | 3      | 3      |        |        | 5      | 3      |
| 2019                          | Campionat del món            |        | 7      |        |        | 6      | 4      |
| 2021                          | Copa del món de Doha         |        |        |        |        | 6      |        |
| 2021                          | Jocs Olímpics                |        |        |        |        | 7      |        |
| 2022                          | Trofeu Brasil                |        |        |        |        | 1      |        |
| 2022                          | Campionat Panamericà         | 1      | 1      |        | 7      | 1      | 2      |
| 2022                          | Campionat brasiler           | 1      | 2      |        | 3      | 3      | 1      |
| 2022                          | Copa del món de París        |        |        |        |        |        | 5      |
| 2022                          | Campionat del món            | 4      | WD     |        |        |        | WD     |
| 2023                          | Trofeu Brasil                |        |        |        | WD     |        |        |
| 2023                          | Campionat brasiler           | 1      |        |        | 12     | 2      |        |
| 2023                          | Copa del món de Paris        |        |        |        | 6      | 3      | 4      |
| 2023                          | Campionat del món            | 2      | 15     |        |        |        | 3      |
| 2023                          | Jocs Panamericans            | 2      | 2      |        | 3      | 2      | 2      |
| 2024                          | Copa del Món d'Antalya       |        |        |        |        | 2      |        |
| 2024                          | Trofeu Ciutat de Jesolo      | 2      | 4      |        | 4      | 1      | 1      |
| 2024                          | Trofeu Brasil                |        |        |        |        | 4      |        |
| 2024                          | Jocs Olímpics                | 3      | 9      |        |        |        |        |